# Eufrosino
Eufrosino (Panfilia, ... – Panzano in Chianti, ...; fl. XII secolo) è stato un vescovo cattolico italiano.

## Agiografia
Di sant'Eufrosino vescovo non si hanno notizie certe né sulla sua vita, né sulla sua origine, né sul tempo in cui visse; ma il suo culto, abbastanza diffuso, ha determinato celebrazioni annuali, intestazione di associazioni, feste tradizionali, perfino l'Ordine di Malta istituì una commenda in suo onore. 
Nonostante la totale mancanza di notizie, nel 1578 mons. Francesco da Diacceto, vescovo di Fiesole, alla cui Diocesi Panzano appartiene tuttora, scrisse una biografia sul santo.
Secondo il vescovo fiesolano, sant'Eufrosino era stato un vescovo della Panfilia (regione storica dell'Asia Minore), il quale dopo un pellegrinaggio effettuato a Roma, durante il ritorno in patria, si fermò a Panzano in Chianti, piccolo borgo tra Firenze e Siena, dove predicò il Vangelo. Durante la sua permanenza fece molte conversioni e non mancarono anche i miracoli. Deciso ad evangelizzare il luogo vi si fermò e vi rimase fino alla morte, arrivata all'età di 89 anni. Sul suo sepolcro fu eretto un oratorio a lui dedicato. 
Nel redigere la biografia il vescovo di Fiesole non indicò a quali fonti avesse attinto le informazioni da lui riportate, ma si crede che siano frutto, in buona parte, della sua fantasia; resta il fatto che a tutt'oggi non esiste, né risulta sia mai esistita, alcun'altra biografia di sant'Eufrosino.

## L'oratorio
L'oratorio di Panzano, era già esistente nel XII secolo, come confermato dalle bolle di papa Pasquale II (1103) e papa Innocenzo II (1134). Venne restaurato nel 1441 e in quell'occasione venne concessa, da papa Eugenio IV, una speciale indulgenza plenaria a tutti coloro che avessero contribuito al restauro. I contributi dei fedeli non si fecero attendere e grazie ad essi il santuario fu arricchito con interessanti opere d'arte.
Nel XVII secolo, nel tentativo di trovare i resti del sepolcro del santo, furono intrapresi degli scavi, intorno al santuario, ma la ricerca fu vana. Per giustificare tale mancanza si ipotizzò che le reliquie, in un'epoca imprecisata, fossero state spostate e trasferite all'interno della chiesa e custodite in un reliquiario posto sotto l'altare maggiore.

## Il culto
Il culto di sant'Eufrosino, oltre ad essere presente a Panzano, si diffuse ampiamente in tutta la zona del Chianti.
Il Sovrano Ordine Militare di Malta, istituì in suo onore una commenda, che prese il nome della località in cui aveva la sede, detta della Volpaia e nel 1852 venne fondata un'associazione il cui scopo era diffondere il culto del santo.
In passato era tradizione organizzare dei pellegrinaggi e processioni nelle località poste nei pressi di Panzano e offrire doni in cera o in denaro con lo scopo di onorare il santo.
Nei pressi dell'oratorio è situata una fonte delle cui acque si sarebbe servito il santo. Porta ancora oggi il suo nome e le si attribuiscono proprietà taumaturgiche.
A Panzano la sua festa si celebra due volte l'anno: il 3 novembre e la prima domenica di maggio, questa con maggiore solennità per il maggior numero di fedeli presenti.